# Armand Trousseau
Armand Trousseau (* 14. Oktober 1801 in Tours; † 23. Juni 1867 in Paris) war ein französischer Internist und Kliniker.
Trousseau begann seine Medizin-Ausbildung u. a. bei Pierre Fidèle Bretonneau in seiner Geburtsstadt und setzte sie später in Paris fort, wo er 1825 zum Doktor der Medizin promoviert wurde. 1839 erhielt er einen Lehrstuhl an der Pariser medizinischen Fakultät. 1850 wurde er zum Professor der klinischen Medizin und Chefarzt des Hôtel Dieu in Paris ernannt, wo er vor allem um die Ausbildung der Ärzte durch Beobachtung der Patienten am Krankenbett bemüht war. Er führte als einer der Ersten in Frankreich die Intubation und die Tracheotomie durch, worüber er 1851 eine Monographie schrieb. Trousseau prägte 1864 den Begriff der Aphasie.
Nach ihm ist das Trousseau-Zeichen benannt.

## Schriften (Auswahl)
- Mémoire sur un cas de tracheotomie pratiquée dans la période extrème de croup. In: Journal des connaissances médico-chirurgicales, 1833, 1: 5, 41.
- Zusammen mit Hermann Pidoux (1808–1882): Traité de thérapeutique et de matière médicale. 2 Bände, Paris, Béchet jeune, 1836–1839.
- Du tubage de la glotte et de la trachéotomie. Paris, 1851.
- Medizinische Klinik des Hôtel-Dieu in Paris. übersetzt nach der 2. Auflage von L. Culmann, Würzburg 1868.